# Мал Уолдрон
Малкълм Ърл Уолдрон, по-известен като Мал Уолдрон, е американски джаз пианист, композитор и аранжор.

## Биография
Започва да свири професионално в Ню Йорк през 1950, като преди това завършва университет. През следващите около десетина години той ръководи свои собствени групи и свири за Чарлз Мингъс, Джаки Маклийн, Джон Колтрейн и Ерик Долфи, както и други. В края на 50-те е резидентен пианист за Престиж Рекърдс и в този период участва в десетки албуми, композирайки част от тях. Тогава пише най-прочутата си творба, Soul Eyes — за Колтрейн. Уолдрон често акомпанира на различни вокалисти, най-вече за Били Холидей през последните две години от живота ѝ - от 1957 до 1959 година.
Злоупотребява с наркотици през 1963 г. и се оказва неспособен да свири или да си спомни каквато и да била музика. Възвръща си уменията постепенно, като развива отново скоростта на мисълта си. Отпътува от САЩ за постоянно в средата на 60-те години, установява се в Европа, и продължава да изнася концерти в цял свят до смъртта си.
През 50-годишната си кариера Уолдрон записва над 100 албума за себе си и над 70 за други музикални ръководители. Пише и музика за съвременен балет и композира за няколко филма. Корените на стила му на свирене на пианото се откриват в хард боп и пост-боп жанровете от сцената на Ню Йорк от 50-те. С течение на времето обаче той гравитира все повече към фрий джаза. Придобива известност с дисонантните си акордни инструментации и отличителен начин на свирене, в който се повтарят нотите и мотивите.

## Филмография
- 1963: The Cool World
- 1965: Trois chambres à Manhattan на Марсел Карне
- 1967: Sweet Love, Bitter
- 1973: George qui ? на Мишел Росие
- 1997: A Portrait Of Mal Waldron
- 1999: Kokoro no Naka